# László Vadnay (strzelec)
László Vadnay (ur. 6 grudnia 1898 w Użhorodzie, zm. 1 grudnia 1972 w Nowym Jorku) – węgierski strzelec, olimpijczyk, mistrz świata.
Vadnay wystartował na Letnich Igrzyskach Olimpijskich 1936. W strzelaniu z pistoletu szybkostrzelnego z 25 metrów uplasował się na 10. miejscu. Ponadto Vadnay został mistrzem świata w roku 1939. Na mistrzostwach w Lucernie zdobył złoty medal w drużynowym strzelaniu z pistoletu szybkostrzelnego z 25 metrów (drużyna węgierska zdobyła 269 punktów). 

## Wyniki olimpijskie
| Igrzyska | Konkurencja                   | Wynik    | Miejsce | Źródło |
| -------- | ----------------------------- | -------- | ------- | ------ |
| IO 1936  | Pistolet szybkostrzelny, 25 m | 18-6-5-1 | 10      | [ 3 ]  |